# جوردن درو
جوردن درو (بالإنجليزية: Jordan Drew)‏ هو لاعب دوري الرغبي أسترالي، ولد في 26 يناير 1995 في بريزبان في أستراليا.